# Casa de la Poeta Júdice Barbosa
La Casa de la Poeta Júdice Barbosa és un edifici històric de la vila de Sâo Bartolomeu de Messines, al municipi de Silves, a Portugal. És coneguda perquè hi va nàixer l'escriptora Maria Antonieta Júdice Barbosa.

## Història i descripció
L'immoble és una casa al carrer João de Deus, al bell mig de la vila. Davant se situa l'anomenada Casa do Remexido, i en les proximitats es troba l'Església Parroquial. L'edifici és de petites dimensions, i presenta una aparença tradicional de la regió, amb teulada de dues aigües i ràfec.(1) La façana està oberta en tres vans, composts per dues portes i una finestra, amb motllures de pedra calcària.(1) La façana està quasi totalment pintada de blanc, tret d'una franja vermella junt al sòl.(1)
Un dels elements més destacats de la casa és el plafó commemoratiu a la façana, situat entre les dues portes, compost per taulellets acolorits amb una motllura floral, amb la inscripció «En aquesta casa nasqué el 14 de novembre de 1924, Maria Antonieta Júdice Barbosa, que va ser poeta i ànima insigne. Homenatge de la seua terra natal, a novembre de 1961.»(1) El panell va ser elaborat per la Fàbrica Santana, el 1961.(2)
Pels tipus de vans, l'edifici es degué construir en el segle XIX.(1) El 14 de novembre de 1924, hi nasqué la poeta Maria Antonieta Júdice Barbosa, que va morir el 1960.(1) L'any següent es col·locà la placa a la façana de la casa.(1)
El 9 d'octubre de 2009, Silves envià una proposta per classificar la casa com a Immoble d'Interés Públic, que fou negada per la Direcció Regional de Cultura de l'Algarve, per considerar que no tenia valor nacional.(1) Així, el municipi classificà l'edifici com a Immoble d'Interés Municipal, el 9 de març de 2010.(1) L'edifici ha arribat a un avançat estat de degradació ruïnós.(1)